# راهول ديف
راهول ديف هو عارض وممثل هندي، ولد في 27 سبتمبر 1968 بدلهي في الهند.

## وصلات خارجية
- راهول ديف على موقع IMDb (الإنجليزية)
- راهول ديف على موقع ألو سيني (الفرنسية)
- راهول ديف على موقع أول موفي (الإنجليزية)
- راهول ديف على موقع قاعدة بيانات الفيلم (الإنجليزية)
- راهول ديف على موقع كينوبويسك (الروسية)